# Шарлотта Кноблох
Шарлотта Кноблох (нім. Charlotte Knobloch; уроджена Нойланд (нім. Neuland) ; нар. 29 жовтня 1932 року в місті Мюнхен) — президентка Єврейської громади Мюнхена та Верхньої Баварії з 1985 року. З 2005 по 2013 рік вона була віце-президенткою Всесвітнього єврейського конгресу; З 2013 року вона працює там уповноваженим з питань пам'яті Голокосту. З 2003 по 2010 рік вона була віце-президенткою Європейського єврейського конгресу. З 7 червня 2006 року по 28 листопада 2010 року була президенткою Центральної ради євреїв Німеччини. До цього з 1997 року вона була його віце-президенткою. Шарлотта Кноблох є покровителькою Навчального центру Ернста Людвіга Ерліха для підтримки єврейських обдарованих студентів.